# Antonio Marescotti
Antonio Marescotti, oppure Antonio Marescotto (Ferrara, XV secolo – Ferrara, XV secolo), è stato un medaglista e scultore italiano.

## Biografia

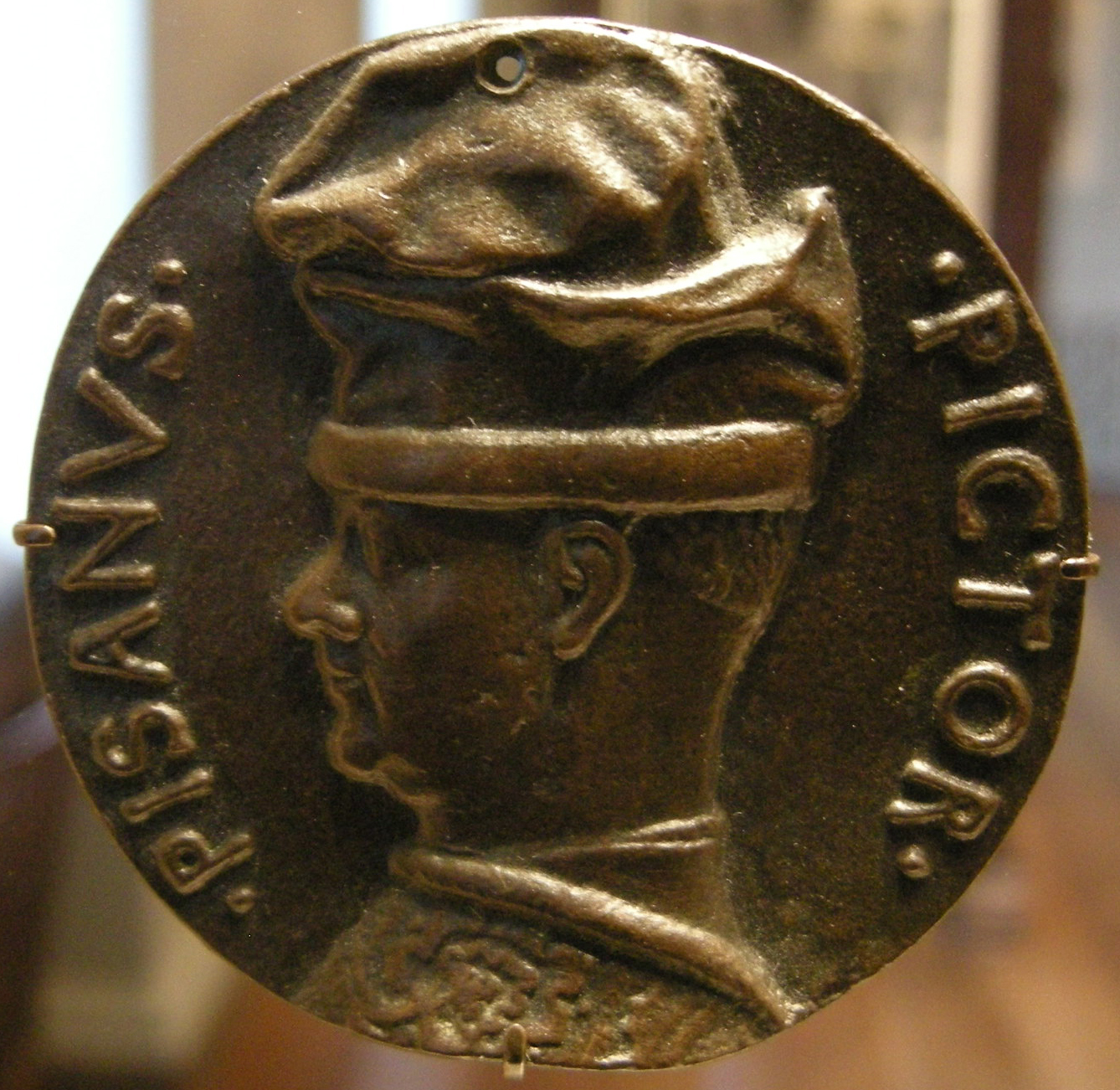
Ritratto del medaglista Pisanello, 1443

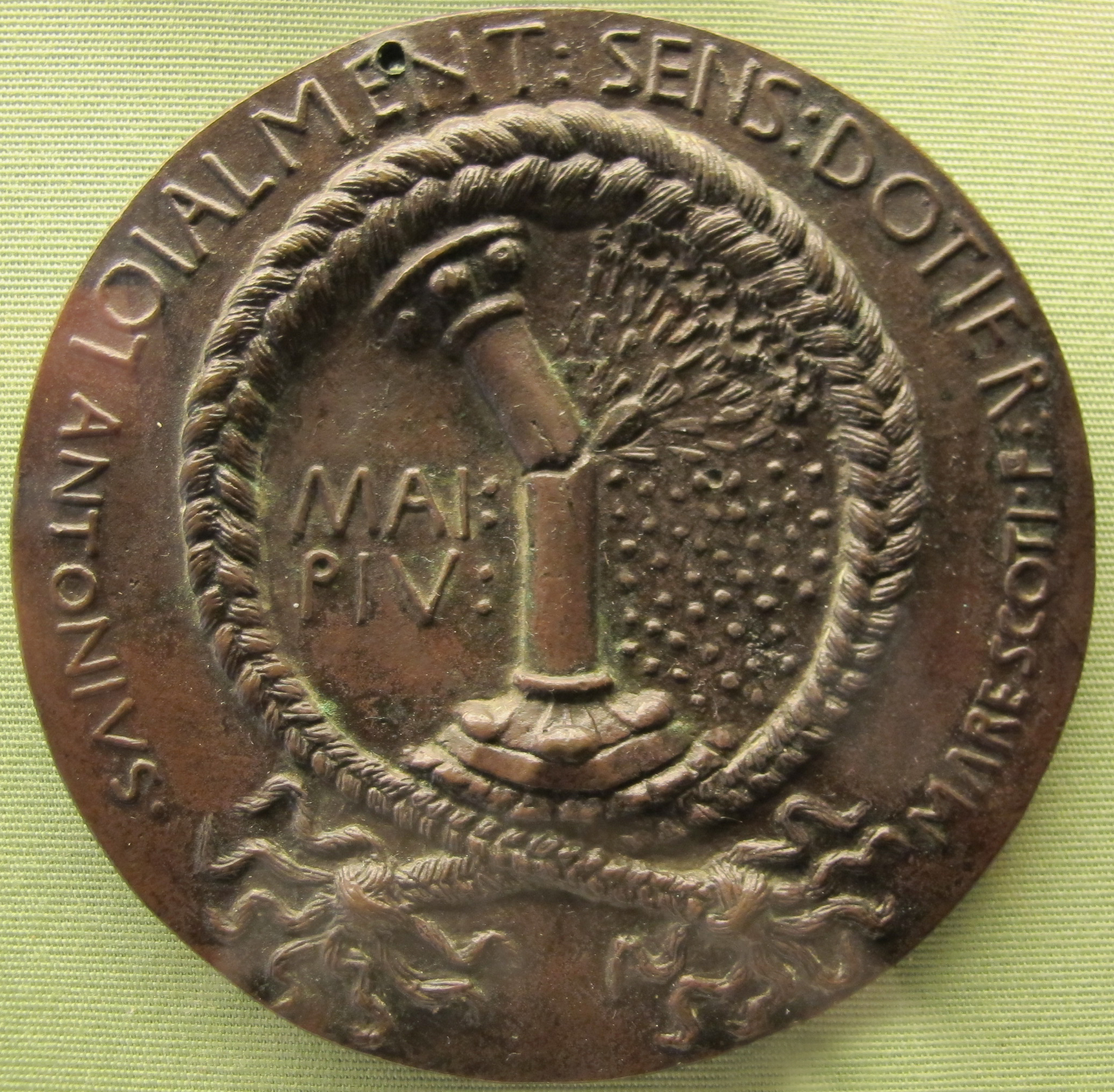
Medaglia di Galeazzo Marescotti, verso, colonna rotta in memoria di Camilla Malvezzi, 1450

Marescotti nacque a Ferrara entro il terzo decennio del XV secolo e risultò attivo dal 1444 al 1462.
Lavorò soprattutto per Borso d'Este, caratterizzandosi per uno stile severo e aspro che ben si adattava ai protagonisti da lui ritratti nelle medaglie, in particolare religiosi, dei quali seppe evidenziare l'importanza e la dignità, anche esprimendo una fisionomia realista.
La prima medaglia firmata e datata 1444 è di forma rettangolare e raffigura San Bernardino da Siena, con gli elementi simbolicamente religiosi del sole (Gesù), dei raggi (Apostoli), della fascia attorno al Sole (felicità dei beati), il celeste sullo sfondo (fede) e l'oro (amore).
Questa medaglia non è un esemplare unico, perché esistono altri due copie autografate, ma di forma circolare: una conservata al British Museum di Londra e una alla National Gallery of Art di Washington, eseguiti successivamente, tra la morte di Bernardino, nel 1444, e il 1450.
Nel 1446 realizzò la medaglia firmata dedicata al beato Giovanni Tavelli, lo stesso anno della morte del vescovo, la cui dedizione ai poveri è menzionata nell'iscrizione, la cui grazia divina è raffigurata nel disegno del beato in ginocchio in preghiera; di questa medaglia ci sono più esemplari, tra cui uno al British Museum.
Due anni dopo eseguì la medaglia con Autoritratto (1448) in cui Marescotti dimostra circa vent'anni, invece l'iscrizione sul verso, probabilmente è stata aggiunta in seguito.
Significativa risultò la medaglia rappresentante il quarantenne bolognese Galeazzo Marescotti (circa 1450), con una commovente dedica sul verso alla morte di Camilla Malvezzi, la sua donna amata.
Nel 1457 Marescotti realizzò una medaglia con il ritratto del tredicenne Galeazzo Maria Sforza (British Museum), allora duca di Pavia.
È datata 1460 la medaglia dedicata al duca Borso d'Este, di cui un esemplare si conserva al British Museum, nella quale appare evidente il gusto per l'eleganza, per la prudenza e la purezza.
Due anni dopo ultimò la medaglia di Fra' Paolo Alberti, membro dell'Ordine dei servi di Maria, caratterizzato da un'espressione grave del volto.
Tra le altre medaglie si possono menzionare quella del cancelliere ducale Vittore Pavoni con sua moglie Taddea; quella del pittore Pisanello; quella di Giulio Cesare Varano, di Camerino; quella di Ginevra Sforza, moglie di Giovanni II Bentivoglio.
Marescotti lavorò anche come scultore, e a lui è attribuito il busto di terracotta del beato Giovanni Tavelli da Tossignano (Ferrara, vestibolo dell'ospedale Sant'Anna).
Marescotti morì dopo il 1463, data ricavata dalla datazione delle medaglie.
Se nelle opere di Marescotti si evidenzia un rigorismo compositivo derivante dal Pisanello, lo stile di Marescotti si dimostrò anche originale e personale grazie a una spontanea e immediata liricità, così che la squisitezza del modellato non si limita ad imitare l'eleganza dei modi del Pisanello.

## Opere principali
- San Bernardino da Siena, 1444;
- Giovanni Tavelli, 1446;
- Autoritratto, 1448;
- Galeazzo Marescotti, circa 1450;
- Galeazzo Maria Sforza, 1457;
- Borso d'Este, 1460;
- Fra' Paolo Alberti, 1462.